# Ashikaga Yoshiakira
Ashikaga Yoshiakira (足利 義詮,?   4 de julio de 1330 - 28 de diciembre de 1367) fue el segundo shōgun del shogunato Ashikaga. Comenzó a gobernar en 1358 hasta su muerte en 1367. Fue hijo del primer shogun Ashikaga Takauji.

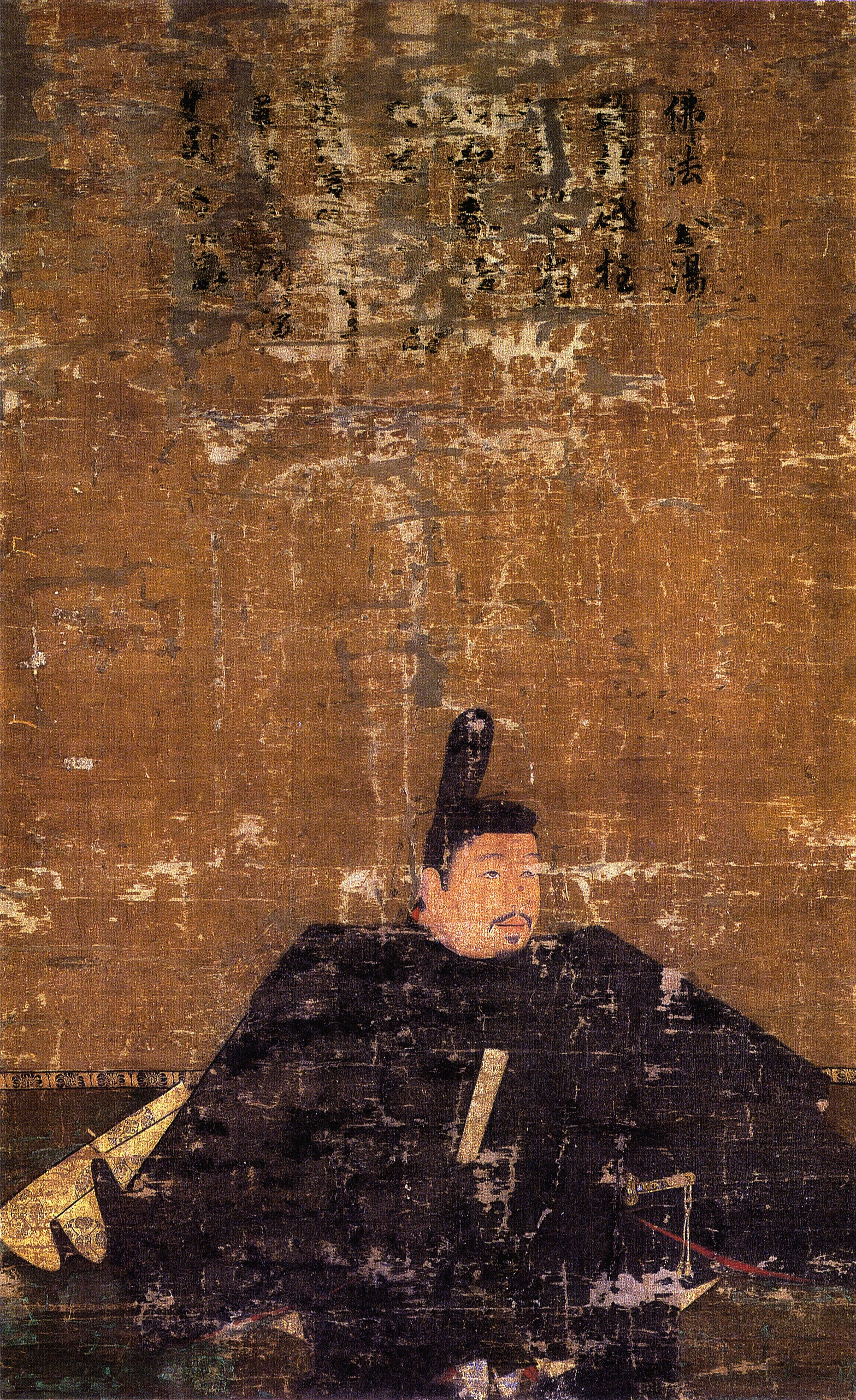
Ashikaga Yoshiakira.

Su niñez la pasó en Kamakura siendo rehén del clan Hōjō. Cuando su padre acabó con el shogunato Kamakura, Yoshiakira fue liberado.
Sucedió a su padre cuando éste murió en 1358 y fue sucedido por su hijo Ashikaga Yoshimitsu a comienzos de 1368.
| Predecesor: Ashikaga Takauji | Shogun Ashikaga 1358-1367 | Sucesor: Ashikaga Yoshimitsu |

- Datos: Q466321
- Multimedia: Ashikaga Yoshiakira / Q466321